# Metroshuttle

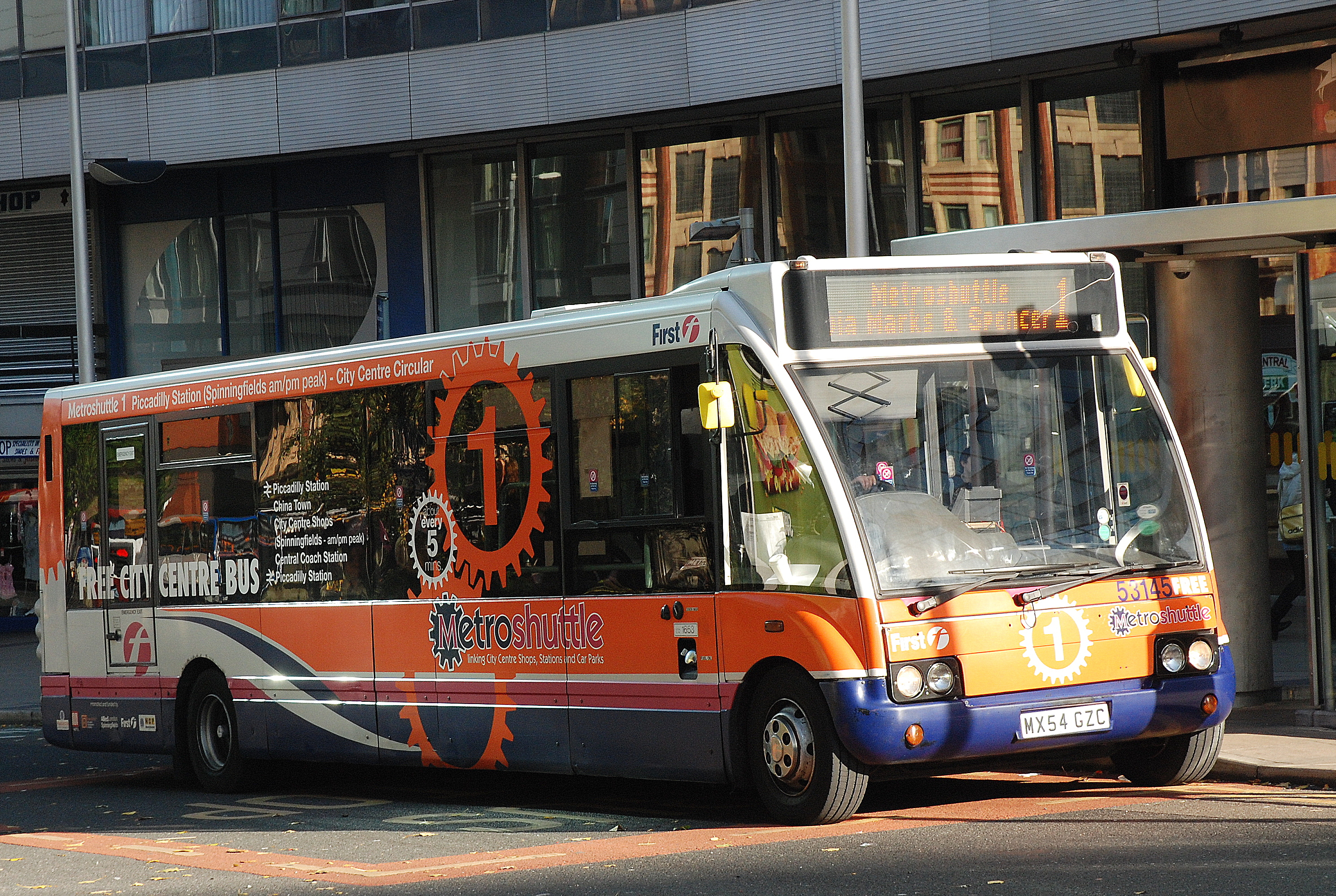
De Metroshuttle vóór Station Manchester Piccadilly

De Metroshuttle is een gratis autobusdienst in het centrum van de Britse stad Manchester. Ook in de centra van Bolton en Stockport, eveneens delen van Greater Manchester, is de Metroshuttle operationeel.
Manchesters Metroshuttle werd opgestart in 2002 en bedient drie routes (nummers 1, 2 en 3) met bussen die frequent door het stadscentrum rijden en stopplaatsen hebben bij de belangrijkste stations en straten.
Ze rijden elke tien minuten, van 07.30 uur tot 18.00 u tijdens de weekdagen en met dezelfde frequentie op zaterdag van 08.30 uur tot 17.30 uur.
De metroshuttle in Bolton (nummer 500) verbindt het busstation van Bolton met het spoorwegstation en de winkels en attracties van de stad. De metroshuttle in Stockport is herkenbaar aan het nummer 300 en verbindt het busstation met het spoorwegstation, de Tesco Extra en de winkels en attracties van de plaats.